# Franciszek Adamiec
Franciszek Adamiec (ur. 22 października 1916 w Dobrzeniu Wielkim, zm. 26 kwietnia 1995 w Opolu) – polski działacz społeczny i kulturalny, dyrektor Muzeum Śląska Opolskiego w Opolu w latach 1971–1977.

## Życiorys
Urodził się w rodzinie młynarza, pochodził z Dobrzenia Wielkiego. W latach 1932–1937 był uczniem Gimnazjum Polskiego w Bytomiu, 23 września 1937 roku przystąpił tamże do egzaminu dojrzałości. Po uzyskaniu matury pracował w redakcjach polskich gazet wydawanych w Opolu przez Związek Polaków w Niemczech. W czasie wojny, jako obywatel Niemiec został wcielony do Wehrmachtu; walczył przeciwko Francji w 1940, a później przeciw ZSRR, w 1945 zdezerterował i przedostał się na Zachód. W 1945 roku powrócił w rodzinne strony, gdzie znalazł pracę jako nauczyciel i po odbyciu w latach 1967-1972 zaocznych studiów w zakresie historii został absolwentem Wyższej Szkoły Pedagogicznej w Opolu. 
Pełnił wiele funkcji zawodowych i społecznych, pracował jako: instruktor w WK ZSL, sekretarz Zarządu Okręgowego ZNP, wiceprzewodniczący Wojewódzkiej Rady Narodowej w Opolu od 1956 do 1968, przewodniczący Zarządu Wojewódzkiego Towarzystwa Rozwoju Ziem Zachodnich (1957-1970), wicedyrektor Wojewódzkiej i Miejskiej Biblioteki Publicznej (1968-1970), dyrektor Muzeum Śląska Opolskiego od 1971 do 1977, członek Prezydium WK ZSL, przewodniczący Społecznego Funduszu Odbudowy Stolicy i Kraju, współzałożyciel i prezes Towarzystwa Walki z Gruźlicą. Po powołaniu w Opolu Opolskiego Towarzystwa Kulturalno-Oświatowego został jego wiceprzewodniczącym, od 1982 roku do śmierci przewodniczył temu towarzystwu.
W 1954 roku w książce Pamiętniki Opolan ukazały się jego wspomnienia pt. Z moich szkolnych lat. W 1958 był współzałożycielem rocznika pt. „Kalendarz Opolski”, którego przez ćwierć wieku był redaktorem naczelnym; duży był też jego udział w powołaniu w 1967 roku kwartalnika opolskich towarzystw regionalnych „Wczoraj–Dziś–Jutro”. 
Za swoją działalność zawodową, polityczną i społeczną uhonorowany został licznymi odznaczeniami, m.in. Krzyżem Komandorskim z Gwiazdą Orderu Odrodzenia Polski (1988), Medalem Rodła, Medalem Komisji Edukacji Narodowej, odznaką "Zasłużonemu Opolszczyźnie" i Nagrodą im. Juliusza Ligonia. Był też laureatem Nagrody im. Karola Miarki (1985).
Spoczął w alei zasłużonych na opolskim cmentarzu komunalnym.